# Tujmazinskij rajon
Il Tujmazinskij rajon (in russo Туймазинский район?) è un municipal'nyj rajon della Repubblica della Baschiria, nella Russia europea.